# Тимошенко Радіон Іванович
Радіо́н Іва́нович Тимоше́нко (нар. 29 серпня 1960) — український військовослужбовець, генерал-лейтенант Збройних Сил України, заступник начальника Генерального штабу Збройних Сил України (2017—2022). Доктор військових наук (2015), Лауреат державної премії України в галузі науки і техніки (2020). Заслужений діяч науки і техніки України (2023).

## Життєпис
Народився 29 серпня 1960 року. На військовій службі з 1978 року.
Закінчив Сумське вище артилерійське командне училище (1982).
Проходив військову службу в Північній групі військ (1982—1987), Туркестанському військовому окрузі (1987—1991). Навчався у Військовій артилерійській академії (1991—1994).
З 1994 року — в Збройних Силах України. Навчався у Національному університеті оборони України (оперативно-стратегічний факультет) (2004—2005).
У грудні 2011 року присвоєно військове звання генерал-майора.
З грудня 2018 року — генерал-лейтенант.
З квітня 2022 року — у відставці.

## Нагороди
За особисту мужність і героїзм, виявлені у захисті державного суверенітету та територіальної цілісності України, вірність військовій присязі під час російсько-української війни відзначений:
- орденом Богдана Хмельницького II ступеня (12.10.2016)[3];
- орденом Богдана Хмельницького III ступеня (4.12.2014)[4];
- орденом Данила Галицького (17.05.2019)[5];
- медаль «За бойові заслуги» (3.03.1987).